# أحمد سلامة
أحمد سلامة (ولد 10 مايو 1960 م)، ممثل مصري.

## عن حياته
حصل على شهادة البكالوريوس في الفنون المسرحية، وبدأ حياته الفنية وهو صغير في بداية عقد السبعينيات، ثم ظهر بدور بارز في عام 1977 في السينما في فيلم إسكندرية... ليه؟ وكذلك في الإذاعة، وعمل في العديد من المسلسلات التلفازية، منها: لن أعيش في جلباب أبي، وفي السينما تنوَّعت أدواره من الولد الشقي العربيد إلى الأستاذ الجامعي، ومن أصدقائه المقرَّبين الفنانين الراحلين عبد الله محمود، ووائل نور. زار فلسطين وسكنها ثلاث سنين.

## أعماله

### المسلسلات
| - الوجه الآخر: 2020 - سلسال الدم (ج4):2017-حمدان - مملكة يوسف المغربي:2016-صلاح - ليلة:2016 - حواري بوخارست:2015-فودة الأسمر - ساحرة الجنوب (ج2):2015 - استيفا:2015 - عجائب القصص في القرآن:2014 - السيدة الأولى:2014-وزير الاعلام - بنات x بنات:2012 - شمس الأنصاري:2012 - الإمام الغزالي:2012-أحمد الغزالي - كيد النسا (ج1، 2):2011، 2012 - الشحرورة:2011-انور منسي - العار:2010-نديم - نساء لا تعرف الندم:2009 - حدف بحر:2009 - وكالة عطية:2009 - شط إسكندرية:2008 - ناصر:2008-صديق جمال عبد الناصر - عدى النهار:2008 - نسيم الروح:2008 - أسمهان:2008-أحمد بدرخان - العندليب:2006-الشيخ البهتيمي - القاهره ترحب بكم:2006 - قلب الدنيا:2006 - القاهرة 2000 :2006 - اللي اختشوا ماتو:2006 - حدائق الشيطان:2006 - لا أحد ينام في الإسكندرية:2006 | - ينابيع العشق:2005 - أحلام سارة:2005 - عفاريت السيالة:2004-مختار عبد الستار - مصر الجديدة:2004-مصطفى كامل - قيود بلا قضبان:2004 - أعمال رجال:2004 - ولا في الأحلام:2003 - نجمة الجماهير:2003 - بعد الطوفان:2003 - ذنوب الأبرياء:2003 - بياع المواويل:2003 - عاصفة الشك:2003 - فارس العرب سيف الدين الحمداني:2002 - الرمال:2002 - أوراق مصرية (ج2، 3):2002، 2004- مسلسل - الخبيئة:2002 - الخريف لن يأتي أبدًا:2002 - سيف اليقين:2002 - الرجل المنتظر:2002-صديق - للعدالة وجوه كثيرة:2001-فريد - ليلة مقتل العمدة:2000 - زوجة رجل طموح:2000 - وجع البعاد:2000 - أستاذي الجليل رفقا بنا:2000 - رجل طموح:2000 - عندما تثور النساء:2000 - دقات الساعه:2000 - راجل حظه كده:2000- مسلسل - وبعد الظلام تشرق الشمس:1999-خيرى | - بدارة:1999 - أوقات خادعة:1999 - نهار وليل:1999 - الابن الضال:1999 - لن تسرق عمرى:1999 - موال الحب والغضب:1999 - أنا وبناتي في الزحام:1999 - أيام الضحك والدموع:1998 - وسعيكم مشكور:1998 - من كل بيت حكاية:1998 - ومنين أجيب ناس:1998 - الضوء الشارد:1998-الدكتور فيصل - حارة المعروف:1998 - الشارع الجديد:1997-مهدي - الخط الساخن:1997 - اعترافاتي:1996 - الوتد:1996-صادق - لن أعيش في جلباب أبي:1996-حسين - حكايات مستر أيوب ومسز عنايات:1996 - موعد مع الغائب:1995 - الناس الطيبين:1995 - ذئاب الجبل:1993-ياسين البدري - الوعد الحق:1993-زيد بن حارثة - قلب الأسد:1993-كمال - وكان لقاء:1992-محمد ابن أحمد أبوالنصر - ليالي الحلمية (ج4، 5):1992، 1995-خالد علام السماحي - عائلة الأستاذ شلش:1990-هشام شلش - شارع المواردي (ج1، 2):1990، 1995-ايهاب الجندي - الوسية:1990 | - طيور الزمن الجريح:1989 - الكهف و الوهم والحب:1989-عادل - محاكمة الجيل:1989 - اللقاء الثاني:1988 - الغابة:1988 - الزنكلوني:1987 - برج الاكابر:1987 - الطبري:1987-المعتضد - الطاحونة (ج2):1986- مسلسل - الصعود إلى القمة:1985 - زهرة والمجهول:1984 - أبواب المدينة (ج2):1983-رشاد - ألم وحرمان:1981 - عادات وتقاليد:1972-طفل - السحت - بيت العيلة - أقوى من الطوفان - حكايات ساخنة - دعاة الحق - جد ولعب - اللعبة الخطرة - الفارس الملثم ج2 - البريمو-تامر - الفارس الملثم - مشرق النور - عودة الحب - شروق بلا غروب - عطاء بلا حدود - بنات الثانوية |

### الأفلام
| - الحوت الأزرق: 2020 - شارع الهرم:2011-مـاهر - المائدة:2010 - يا دنيا يا غرامي:1996 - المهاجر:1994-بيرى - مولد نجم:1991-شريف - الشيطانة:1990-أحمد طاهر - أيام الماء والملح:1990-محمود - المولد:1989-سعيد | - شقة الأستاذ عليوه:1989 - السجينتان:1988 - أسعد الله مساءك:1987-صلاح - أبناء وقتلة:1987-زهير - الأونطجية:1987-هشام - المواجهة:1987-محيي - الأوغاد:1985-عاصم - إنقاذ ما يمكن إنقاذه:1985 - ملائكة الشوارع:1985-زكريا | - حدوتة مصرية:1982 - لست شيطانا ولا ملاكا:1980-اخ كوثر - الأبالسة:1980 - إسكندرية ليه؟:1979 - إحنا بتوع الأتوبيس:1979-امين - أفواه وأرانب:1977-زينهم - يوم الأحد الدامي:1975-حمادة - شياطين إلى الأبد | - الكداب:1975 - بدور:1974 - شياطين إلى الأبد:1974 - كباريه الحياة:1972-الطفل عزّت - اللص المحترم-عاصم - وصية زوجتي |

### سهرات تلفازية
| - عزاء أهل القرية:2005 - جواز سفر أمريكاني:2003-جورج - حالة وهيبة حرجة:2002 - تاليف في تاليف:1998 - زهرة عباد الشمس:1998 - اتصال انفصال اتصال - كاتبة تبحث عن قصة | - حساب قديم - نداء عاجل - سلامتك يا أبي - 100 فرخة وديك - من حال إلى حال - مصرع طائر برئ:فوزي - ألوان | - الشكل والمضمون - قطعوا التوتة - الخلع قبل الخبز أحيانا - شلة حرامية:رجل أمن - وتقبلي حبي واعتذاري - رسمية - الاخوين-محمود | - الثأر - الرماد - عندما يتضاءل الكبار - ماما عايشة - الحب فوق السطوح - فتش عن الرجل - لا عزاء للأقارب |

| \| - الديكتاتور:2012 - سيدة الفجر:2009 - كوكب ميكي:2009 - الملك لير:2001-إدموند \| - أنا والبنت حبيبتي:1999 - قصة الحي الغربي:1996 - آه يا غجر - ثورة الشطرنج \| | - حبيب الله:2016 رسوم متحركة - نقطة نور:2013-ممثل مسلسل اذاعي - حقيقة الأوهام:2010-بيل مسلسل اذاعي - سمير وعيلته الكتير:2009 سيت كوم - إنساني إنساني جدا:2009 فيلم قصير - أفواه وأرانب-طفل مسلسل اذاعي |
| - الديكتاتور:2012 - سيدة الفجر:2009 - كوكب ميكي:2009 - الملك لير:2001-إدموند                                                                                     | - أنا والبنت حبيبتي:1999 - قصة الحي الغربي:1996 - آه يا غجر - ثورة الشطرنج |

## وصلات خارجية
- أحمد سلامة على موقع IMDb (الإنجليزية)
- أحمد سلامة على موقع الدهليز
- أحمد سلامة على موقع قاعدة بيانات الأفلام العربية